# Марьевка (Марганецкий городской совет)
Ма́рьевка (укр. Мар'ївка) — посёлок, Марганецкий городской совет, Днепропетровская область, Украина.

## Географическое положение
Посёлок городского типа Марьевка находится на правом берегу реки Днепр, рядом протекает река Ревун,
выше по течению на расстоянии в 3 км расположено село Ильинка (Томаковский район).
На расстоянии в 0,5 км расположен город Марганец.
Вокруг посёлка несколько озёр.

## История
- 1957 — присвоено статус посёлок городского типа[2].

В 1989 году численность населения составляла 361 человек.
Население по переписи 2001 года составляло 361 человек.

## Объекты социальной сферы
- Школа.
- Марганецкий спортивно-технический клуб ТСОУ.

## Достопримечательности
- Марьевская верба [5]
- Музей сельскохозяйственных предметов старины под открытым небом [6]

## Транспорт
Через посёлок проходит автомобильная дорога Т-0435.